# Condongcampur
Condongcampur is een bestuurslaag in het regentschap Kebumen van de provincie Midden-Java, Indonesië. Condongcampur telt 1156 inwoners (volkstelling 2010).